# Kongeriget Rumænien
Kongeriget Rumænien var et konstitutionelt monarki i Rumænien, der eksisterede i perioden fra 1881 til monarkiet blev afskaffet i 1947. Det omfattede nutidens Rumænien, Moldova og dele af nutidens Ukraine.
Fra 1859 til 1877 udviklede Rumænien sig fra en personalunion af de to fyrstendømmer Moldavien og Valakiet under én fyrste til et uafhængigt kongerige under den tyske prins af Hohenzollern-Sigmaringen-slægten Carol I. Efter første verdenskrig i 1918 blev Transsylvanien, Bessarabien og Bukovina fusioneret med Kongeriget Rumænien. Det store rige var også kendt som "Stor-Rumænien". I begyndelsen af anden verdenskrig i 1940 blev den nordlige del af Transsylvanien, Bessarabien og Cadrilater afstået til respektive Ungarn, Sovjetunionen og Kongeriget Bulgarien. Det nordlige Transsylvanien blev givet tilbage efter krigen var forbi. I 1947, efter Kongeriget Rumæniens deltagelse på nazisternes side under verdenskrigen, blev Kong Mihai I tvunget til at abdicere og den Socialistiske Republik Rumænien oprettet.

## Mellemkrigstiden
Mellemkrigstidens Rumænien var kendt som "România Mare" (Stor-Rumænien), hvor alle etniske rumænere var samlet i et land. Samtidig havde landet store minoriteter, 28 % af befolkningen var ungarere, tyskere, jøder eller ukrainere. Rumænien var et konstitutionelt monarki. I stigende grad blev regeringerne domineret af en række antisemitiske, ultra-nationalistisk, og quasi-fascistiske partier. Det nationale liberale parti udviklede sig mere og mere nationalistisk, men ikke desto mindre mistede partiet sin dominans over rumænske politik, som blev overtaget af partier som Det Nationale Bondeparti og den radikale Rumænsk Front, National-kristne forsvars liga (LANC) og Jerngarden.
I 1938 udråbte Kong Carol II sig selv som diktator. Han måtte imidlertid abdicere til fordel for sønnen Michael som konsekvens af Molotov–Ribbentrop-pakten og general Ion Antonescu som den nye premierminister med uindskrænkede beføjelser. Antonescus styre var autoritært tyskvenligt med støtte fra den ultra-nationalistiske og antisemitiske, fascistiske Jerngarden. Efter tysk pres blev den nordlige del av Transsylvanien, med en stor ungarsk minoritet, afstået til Ungarn i 1940.

## Anden verdenskrig
Under anden verdenskrig var Kongeriget Rumænien allieret med Nazi-Tyskland, og Antonescuregimet spillede en stor rolle under Holocaust. I henhold til en international kommissionsrapport udgivet af den rumænske regering i 2004, er Antonescudiktaturet ansvarlige for mordet i forskellige former, herunder deportationer til koncentrationslejre og den rumænske hær, gendarmeriet og de tyske Einsatzgruppers henrettelser af 280.000 til 380.000 jøder i de rumænske territorier og i krigszonen i Bessarabien, Bukovina og Transnistrien.
Den 20. august 1944 krydsede den sovjetiske Røde Hær grænsen til Rumænien. Den 23. august 1944 blev Antonescu væltet og arresteret af kong Michael I Rumænien med støtte fra anti-fascistiske kredse, som tiltrådte de allierede og erklærede krig mod Tyskland. Den 31. august 1944 befriede Den Røde Hær Bukarest.

## Efter anden verdenskrig
Ved fredsaftalerne i Paris efter anden verdenskrig blev Rumænien gendannet med grænserne pr. 1. januar 1941 med undtagelse af grænsen til Ungarn, der vendte tilbage til sin førkrigsplacering. Fredsaftalen bekræftede 1940 tabet af Bessarabien og det nordlige Bukovina til Sovjetunionen og returnering af den sydlige del af Dobrogea til Bulgarien.